# IC 1419
IC 1419 — галактика типу S (спіральна галактика) у сузір'ї Водолій.
Цей об'єкт міститься в оригінальній редакції індексного каталогу.